# ǁXegwi
ǁXegwi, eller batwa, är ett utdött språk som hör till tuuspråken och talades i Sydafrika vid gränsen med Eswatini. Bland de närmaste släktspråken kan nämnas xam. Språket blev officiellt utdött i 1988 då den siste talaren Jopi Mabinda mördades i Lothair, Transvaal (idag Mpumalanga). 2011 rapporterade dock tidningen Mail & Guardian att det möjligen kan finnas några personer från sanfolket med ǁXegwi som modersmål kvar i Chrissiesmeer.